# ディア・ピョンヤン
『ディア・ピョンヤン Dear Pyongyang』は、梁英姫（ヤン・ヨンヒ）監督によるドキュメンタリー作品。2006年8月26日、渋谷シネ・ラ・セットにて日本初公開。監督の父は、朝鮮総連の元幹部。

## ストーリー
日本で生まれ育ったコリアン2世の映像作家・梁英姫が自身の家族を10年にわたって追い続けたドキュメンタリー。朝鮮総連の幹部として活動に人生を捧げた両親と娘との離別と再会、そして和解を描く。

## スタッフ
- 監督・脚本・撮影：梁英姫（ヤン・ヨンヒ）
- プロデューサー：稲葉敏也
- 編集：中牛あかね
- サウンド：犬丸正博
- 翻訳・字幕：赤松立太

## 受賞歴
- 2005年 山形国際ドキュメンタリー映画祭：アジア千波万波部門
  - 特別賞
- 2006年 第56回ベルリン国際映画祭：フォーラム部門
  - 最優秀アジア映画賞（NETPAC賞）
- 2006年 サンダンス映画祭
  - 審査員特別賞
- 2006年 第8回スペイン・バルセロナ アジア映画祭
  - 最優秀デジタル映画賞（D-CINEMA AWARD）
- 2006年 フランクフルト国際映画祭
  - 最優秀観客賞
- 2006年 シンガポール・Asia Festival of 1st Films映画祭
  - 最優秀ドキュメンタリー監督賞

## その他、正式招待された国際映画祭
- 2005年 釜山国際映画祭
- 2006年 ソウル　インディペンデント　ドキュメンタリー映画祭
- 2006年 サンフランシスコ国際アジア・アメリカ映画祭
- 2006年 フィラデルフィア映画祭
- 2006年 シネマジア・アジア映画祭
- 2006年 ニッポンコネクション映画祭
- 2006年 スイス・ヴィジョン・デゥレール映画祭
- 2006年 ホット・ドックス　カナダ国際ドキュメンタリー映画祭
- 2006年 シアトル国際映画祭
- 2006年 ベラリア映画祭
- 2006年 パリ・シネマ国際映画祭
- 2006年 シドニー国際映画祭

## DVD
- 2006年7月8日にデックスエンタテインメントからDVDが発売された。

## 関連図書
- 梁英姫『ディア・ピョンヤン　家族は離れたらアカンのや』（2006年、アートン）
- 梁英姫、佐高信『北朝鮮で兄（オッパ）は死んだ』（2009年、七つ森書館）
- 梁英姫『兄―かぞくのくに』（2012年、小学館）